# Iberolacerta aranica
Lézard pyrénéen du Val d'Aran, Lézard du Val d'Aran
Espèce
Synonymes
- Lacerta bonnali aranica Arribas, 1993

Statut de conservation UICN

 EN B1ab(iii) : En danger
Iberolacerta aranica, le Lézard du Val d'Aran, est une espèce de sauriens de la famille des Lacertidae.

## Répartition
Endémique des Pyrénées centrales (Espagne et France), le lézard du Val d'Aran occupe la partie de la chaîne qui s'étend de la Serra de Guarbes (province de Lérida, Catalogne) au massif du Mont-Valier (département de l'Ariège, Occitanie), soit une aire de répartition très restreinte grossièrement incluse dans un rectangle de 30 km x 20 km. 
Il s'agit d'une zone aux reliefs plutôt peu élevés comparativement au reste des Pyrénées (2880 m max. au pic de Maubermé). Les limites connues de son aire de répartition (qui s'étend donc bien au-delà du seul Val d'Aran) sont le Cap de la Pique (Lérida et Haute-Garonne) à l'ouest, le versant oriental du Cap Ner au nord et à l'est (Ariège) et le Coret de Varrados (Lérida) au sud. En France, ce lézard n'existe que dans le sud-est du département de la Haute-Garonne (massifs rive droite de la Garonne) et le sud-ouest de l'Ariège (Couserans).
L'espèce, liée aux ceintures bioclimatiques subalpine et alpine (mais ponctuellement présente à l'étage montagnard supérieur), a été observée de 1426 m à 2750 m d'altitude (Arribas 2002, Pottier et al. 2010, Legay & Aït El Mekki 2015).

## Description
Il s'agit d'un lézard de petite taille, pouvant être confondu avec le très commun Lézard des murailles (Podarcis muralis).
Les femelles, un peu plus grandes que les mâles, mesurent de 4,5 cm à 6,6 cm (5,6 cm en moyenne) et les mâles de 4,5 cm à 6,1 cm (5,3 cm en moy.) (longueur museau-cloaque = LMC). L’espèce est donc légèrement plus grande qu’I. bonnali et I. aurelioi. Comme chez ces deux espèces, la queue est environ 2 fois plus longue que le corps, ce qui signifie que les plus grands individus à queue intacte mesurent entre 19 cm et 20 cm de longueur totale. Les nouveau-nés, plus petits que ceux d’I. aurelioi, mesurent (LMC) de 2,2 cm à 2,8 cm (2,6 cm) pour un poids de 0,2 g à 0,5 g (0,4 g en moy.). Leur aspect est similaire à celui des adultes (femelles notamment), à l’exception d’une queue parfois bleutée.
Comme chez les autres Iberolacerta pyrénéens (caractère diagnostique du genre dans les Pyrénées), l’écaille rostrale et l’écaille internasale sont typiquement en contact (100% des cas examinés chez I. aranica), de même que la supranasale et la première loréale (91,9% des cas). L’écaille massétérique et l’écaille tympanique sont bien distinctes chez cette espèce et on observe également une grande écaille temporale (ces écailles sont plus petites voire indistinctes chez I. aurelioi, I. bonnali se situant de ce point de vue en position intermédiaire). On note une certaine variabilité de l’écaillure dans la région temporale et une fréquence élevée d’anomalies diverses (plaques fusionnées, divisées ou difformes).
On compte 35 à 48 rangées longitudinales d’écailles dorsales (36,2 en moy.) et 6 rangées longitudinales d’écailles ventrales. Les granules supraciliaires sont peu nombreux voire absents : 0 à 9 (3,4 en moy.) (Arribas 2001).
Comme chez I. bonnali et surtout I. aurelioi, la robe présente par endroits un aspect métallisé plus ou moins discret (or, platine, cuivre, bronze) (inexistant chez P. muralis), notamment au niveau de la partie supérieure des bandes dorso-latérales, qui sont souvent plus larges que chez I. bonnali (caractère commun avec I. aurelioi) et affectent parfois un aspect réticulé. Globalement, la face dorsale de la robe est très semblable à celle des deux autres espèces et on note l’absence d’une ligne vertébrale foncée sur le dos (ligne assez régulière chez P. muralis, qu’elle soit continue ou discontinue). Chez les individus à bandes dorso-latérales très larges, la teinte de fond du dos est réduite à une bande brune plus ou moins étroite, encadrée par deux séries paravertébrales de taches sombres irrégulières. Les flancs sont en général assez uniformément foncés et la face dorsale de la queue présente fréquemment deux séries longitudinales de taches sombres dans sa partie antérieure (poursuite du motif dorsal), voire une amorce de ligne sombre (comme chez I. aurelioi). La face ventrale est toujours blanche (rarement jaunâtre mais jamais orangée comme chez I. aurelioi), avec souvent une zone noire sur la partie antérieure de certaines écailles. La présence de taches bleu pâle ténues sur les ventrales externes est plus fréquente que chez I. bonnali. Le mâle reproducteur est plus massif que la femelle et on note un net renflement dans la partie basale de sa queue, dû à la présence des hémipénis (Arribas 1993, Arribas 2001, Pottier 2016)

## Éthologie - Phénologie
Comme I. aurelioi et I. bonnali, I. aranica opère ses premières sorties au moment de la fonte des neiges, c'est-à-dire de courant mai à courant juin selon l’épaisseur locale de la couche et la rapidité de la fonte. La fin de l’hivernage est donc variable selon les localités, puisque celles-ci s’échelonnent de 1500 m environ à 2800 m environ. L’entrée en hivernage a lieu durant la seconde moitié de septembre chez les adultes et durant la première moitié d’octobre chez les juvéniles. Au total, les adultes (mâles et femelles) ne sont actifs que durant 4 mois environ et les subadultes durant 5 mois ou 4.5 mois.
L’activité journalière d’I. aranica est similaire à celle d’I.bonnali et I. aurelioi. Elle ne paraît pas conditionnée par le sexe ou l’âge des individus. Par temps ensoleillé, les lézards sont observés de 08h00 à 12h30 (GMT), avec un pic de 09h00 à 11h00. La température du sol et des rochers (surtout) devenant trop élevée dès la mi-journée, les observations sont généralement rares ou nulles l’après-midi, sauf lorsque des nuages viennent à voiler le soleil (cas fréquent dans les Pyrénées gasconnes, où les nuages orageux se forment souvent dès la mi-journée).
Chez I. aranica, la température corporelle moyenne (cloaquale) des individus actifs est de 29,4°C, pour un air de 9,5°C à 25,5°C et un substrat de 11,2°C à 47,6°C. L’habitat de cette espèce, comme celui d’I. bonnali, subit des écarts thermiques moins importants que celui d’I. aurelioi, ce qui est vraisemblablement dû au climat plus océanique de la partie centro-occidentale des Pyrénées. Comme chez I. bonnali et I. aurelioi, les longues périodes anticycloniques, qui entraînent des températures de substrat trop élevées et une désydratation du biotope, sont de loin les moins favorables à l'observation de ces lézards. La détectabilité maximale correspond aux premières journées de beau temps après un long passage froid et pluvieux (voire neigeux) (Arribas 2010, Pottier 2016).
La longévité de l’espèce est vraisemblablement similaire à celle d’I. aurelioi, soit au moins 17 ans chez les mâles et 14 ans chez les femelles.

## Nourriture
Les Iberolacerta pyrénéens sont des prédateurs d’arthropodes, la consommation de vers et de mollusques apparaissant dérisoire. Leur régime alimentaire est cependant assez diversifié en terme taxinomique.
Amat et al. (2008) ont analysé le contenu de 289 crottes d’I. aurelioi (espèce à l'alimentation très voisine, sinon identique) contenant 966 restes de proies, au sein d’une population établie à 2300 m d’altitude en Andorre. D’après ces auteurs, les restes d’arthropodes les plus abondants sont ceux de coléoptères (16,4%), hyménoptères (13,2%), diptères (9,9%), araignées (7,3%), homoptères (7,3%), lépidoptères (7%) et orthoptères (4,5%). La famille des Formicidae est remarquablement présente (20,2%, avec un important pic de consommation en septembre) et ils soulignent par ailleurs que les insectes volants représentent 30% du total des proies. Ils notent en outre la présence régulière de restes de lézards (écailles, mais aussi deux orteils entiers) dans les crottes, ce qui indique un cannibalisme plus ou moins occasionnel.

## Prédateurs
Iberolacerta aranica, I. aurelioi et I. bonnali subissent assurément une pression de prédation, comme l'indique sans ambiguïté la proportion d'individus à queue autotomisée au sein des populations : 48% des mâles et 47,5%  des femelles chez I. bonnali, 68,3% et 55,3% chez I. aranica, 54,4% et 59,8% chez I. aurelioi. Les jeunes présentent des taux d'autotomie plus faibles, de l'ordre de 10% à 20%. Cependant, étant donné qu'il s'agit d'espèces à maturité sexuelle tardive, taux de reproduction faible et grande longévité, il est clair que la prédation reste, chez ces lézards, un phénomène moins fréquent que chez d'autres petits Lacertidae vivant à plus basse altitude (Podarcis sp. par ex.), bien plus productifs et bien moins longévives (Arribas 2014)..
Les prédateurs ne sont pas tous clairement identifiés. Arribas (2014) ne cite que quatre espèces ayant fait l'objet d'observations directes, incontestables : Carabus (Eucarabus) cristofori (Coleoptera), Sarcophaga protuberans (Diptera), Chionomys nivalis (Rodentia) et Vipera aspis (Squamata).
Trois serpents sympatriques au moins sont des prédateurs avérés ou potentiels de ces lézards : Arribas (2014) cite de façon certaine la prédation d’I. aranica par la Vipère aspic Vipera aspis, laquelle partage fréquemment l'habitat des trois espèces (plusieurs observations en France) (Pottier 2012). La Coronelle lisse Coronella austriaca est nettement saurophage et consomme certainement ces lézards dans les localités où elle cohabite avec eux, mais elle n'atteint pas l'étage alpin et ne semble a priori pouvoir exercer une action prédatrice que sur quelques populations subalpines. La Couleuvre verte-et-jaune Hierophis viridiflavus, enfin, atteint rarement des altitudes suffisamment élevées pour entrer en contact avec ces espèces. O. Arribas l’a cependant observée à 2265 m dans le massif du Mont Roig, dans les environs immédiats d’une population d’I. aurelioi. Mais les Pyrénées sont à cet endroit particulièrement ensoleillées (climat à tonalité continentale) et les reptiles y atteignent des altitudes bien plus élevées qu'ailleurs (records d'altitude pyrénéens chez le Lézard ocellé Timon lepidus : 2021 m et le Lézard catalan Podarcis liolepis : 2750 m) (Rivera et al. 2011, Milhau et al. 2012). Il est peu probable que cette couleuvre puisse entrer en contact avec I. bonnali et I. aranica, qui occupent des zones à climat beaucoup moins ensoleillé.
Le même auteur a constaté la consommation d’I. aranica par le Campagnol des neiges Chionomys nivalis (probablement durant la nuit ou l’hivernage) et signale la possible prédation des Iberolacerta pyrénéens par divers petits mammifères (carnivores ou rongeurs opportunistes ne dédaignant pas un apport carné) qui fréquentent les mêmes zones : Hermine Mustela herminea (souvent observée au sein même des habitats), Belette Mustela nivalis (idem), Renard Vulpes vulpes et Lérot Eliomys quercinus, entre autres.
Divers oiseaux peuvent être légitimement soupçonnés de prédation : Crave à bec rouge Pyrrhocorax pyrrhocorax, Chocard à bec jaune Pyrrhocorax graculus, Faucon crécerelle Falco tinnunculus, Tichodrome échelette Tichodroma muraria et divers autres passereaux (Turdidae surtout) ... Le Circaète Jean-le-Blanc Circaetus gallicus chasse fréquemment des reptiles à moyenne et haute altitude mais ce grand rapace ne semble guère pouvoir être intéressé, a priori, par les petits lézards que sont les Iberolacerta. Aux étages subalpin et alpin pyrénéens, il capture essentiellement des Vipères aspics adultes. Il convient néanmoins de faire remarquer qu'il peut parfaitement se rabattre sur des proies de petite taille en l'absence de ses proies préférées : Joubert (2001) a par exemple constaté la capture de grosses sauterelles (Tettigoniidae) et de... Lézards des murailles Podarcis muralis, précisant que "Souvent, ces proies passent inaperçues aux yeux de l'observateur car elles sont avalées aussitôt capturées".
Enfin, la consommation sporadique des Iberolacerta pyrénéens par certains grands coléoptères carnassiers du genre Carabus est attestée. D'autres arthropodes sont un facteur de mortalité, tel le diptère Sarcophaga protuberans qui peut parasiter une proportion non négligeable des pontes d'Iberolacerta (jusqu'à 25% chez I. aurelioi) (Arribas 2014).

## Reproduction
La taille adulte est atteinte chez les mâles à 4 ans, durant la cinquième année de vie calendaire, à une taille (LMC) de 4,5 cm minimum. Elle est atteinte à 5 ans chez les femelles, durant la sixième année de vie calendaire, à une taille de 5 cm minimum.
D’après Arribas (2014), les accouplements se produisent après la fin de l’hivernage, jusqu’à la mi-juillet chez cette espèce plutôt tardive de ce point de vue. Des accouplements qualifiables d’automnaux (l’automne météorologique débute le 1er septembre) ayant lieu chez I. bonnali début septembre (voir cette espèce), il est probable qu’il en soit de même chez I. aranica.
La ponte, qui comporte de 3 à 4 œufs, est déposée entre fin juin et fin juillet sous une pierre plate favorablement exposée, en terrain drainant (pente plus ou moins terreuse exposée au sud). L'incubation dure de 23 à 34 jours et les éclosions se produisent donc généralement de fin août à début septembre (Arribas 2005).

## Protection
C'est une espèce intégralement protégée par la loi en France (arrêté du 19 novembre 2007 fixant les listes des amphibiens et des reptiles protégés sur l'ensemble du territoire et les modalités de leur protection). Ce lézard est par ailleurs menacé d'extinction (par le réchauffement climatique global, essentiellement) et, à ce titre, listé en qualité d'espèce En danger sur la dernière Liste Rouge UICN des espèces menacées en France (UICN 2015).
Il est inscrit implicitement et non-nommément à l'annexe 2 de la directive européenne "Habitats-faune-flore" (en tant qu'I. bonnali, dont il a été initialement décrit comme une sous-espèce) et bénéficie donc d'une bonne inclusion au réseau Natura 2000.
Le Lézard du Val d'Aran et les deux autres espèces pyrénéennes d'Iberolacerta présentes en France (Lézard de Bonnal et Lézard d'Aurelio) font l'objet d'un Plan national d'Actions du ministère, visant à optimiser leur conservation. Un premier volet a déjà été réalisé (2013-2017) sous l'égide de la DREAL de Midi-Pyrénées et de l'association Nature Midi-Pyrénées. Un second volet (2020-2029) est en cours de réalisation, piloté par la DREAL d'Occitanie et l'association Nature en Occitanie.

## Systématique
Initialement décrit comme une sous-espèce d’I. bonnali sous le nom de Lacerta bonnali aranica (Arribas 1993), ce taxon a ensuite été élevé au rang d’espèce sur la base d’arguments variés, chromosomiques notamment (Odierna et al. 1994, 1995, 1996 ; Mayer & Arribas 1996, Arribas 1998). Il a ensuite intégré le genre nouveau Iberolacerta (Arribas 2001). Cette position systématique est cohérente avec le résultat d’investigations moléculaires (ADNmt) menées ultérieurement (Carranza et al. 2004, Crochet et al. 2004).

## Étymologie
Le qualificatif géographique du nom d'espèce fait référence à la zone des Pyrénées catalanes où ce lézard a été découvert par l'herpétologiste espagnole Maria Victòria Vives-Balmaña (les environs de l'Estany de Liat, en province de Lérida, comarque du Val d'Aran) (Vives-Balmaña 1990). La Terra typica de l'espèce (le Coret de Varrados) se situe également en Val d'Aran (Arribas 1993).
Ce qualificatif s'avère excessivement restrictif, dans la mesure où Iberolacerta aranica est connu bien au-delà du Val d'Aran, en France notamment (massifs des hautes vallées du Lez, en Ariège) (Pottier et al. 2010).

## Publications originales
- Amat F., Pérez-Mellado V., Hernández-Estévez J.A. & García-Díez T. 2008 – Dietary strategy of a Pyrenean lizard, Iberolacerta aurelioi, living in a poor resources alpine environment. Amphibia-Reptilia 29 : 329-336
- Arribas O & Galán P. 2005 – Reproductive characteristics of the Pyrenean high-mountain lizards: Iberolacerta aranica (Arribas, 1993), I. aurelioi (Arribas, 1994) and I. bonnali (Lantz, 1927). Animal Biology 55 (2): 163-190
- Arribas O. 1993 - Intraspecific variability of Lacerta (Archaeolacerta) bonnali Lantz, 1927 (Squamata: Sauria: Lacertidae). Herpetozoa 6 (3-4): 129-140.
- Arribas O. 1993 - Intraspecific variability of Lacerta (Archaeolacerta) bonnali Lantz, 1927 (Squamata: Sauria: Lacertidae). Herpetozoa 6 (3-4): 129-140.
- Arribas O. 1993 - Intraspecific variability of Lacerta (Archaeolacerta) bonnali Lantz, 1927 (Squamata: Sauria: Lacertidae). Herpetozoa 6 (3-4): 129-140.
- Arribas O. 1998 – Osteology of the Pyrenean Mountain Lizards and comparison with other species of the collective genus Archaeolacerta Mertens, 1921 s. l. from Europe and Asia Minor. Herpetozoa 11 (1-2): 47-70.
- Arribas O. 2001 - Taxonomic revision of the Iberian “Archaeolacertae” IV. Diagnosis, morphology and geographic variation of Iberolacerta aranica (Arribas, 1993) (Squamata: Sauria: Lacertidae). Herpetozoa 14 (1/2): 31-54.
- Arribas O. 2001 - Taxonomic revision of the Iberian “Archaeolacertae” IV. Diagnosis, morphology and geographic variation of Iberolacerta aranica (Arribas, 1993) (Squamata: Sauria: Lacertidae). Herpetozoa 14 (1/2): 31-54.
- Arribas O. 2008 - Lagartija aranesa – Iberolacerta aranica, Lagartija pallaresa – Iberolacerta aurelioi, Lagartija pirenaica – Iberolacerta bonnali En: Enciclopedia Virtual de los Vertebrados Españoles. Carrascal, L. M., Salvador, A. (Eds.). Museo Nacional de Ciencias Naturales, Madrid. http://www.vertebradosibericos.org/
- Arribas O. 2010 - Activity, microhabitat selection and thermal behavior of the Pyrenean Rock Lizards Iberolacerta aranica (Arribas, 1993), I. aurelioi (Arribas, 1994) and I. bonnali (Lantz, 1927) (Squamata: Sauria: Lacertidae). Herpetozoa 23 (1/2): 3 –23.
- Arribas O. 2014 - ? Cuál es la verdadera época de cópula en Iberolacerta (Pyrenesaura) spp. ? Butll. Soc. Catalana d'Herpetologia 21: 134-142.
- Carranza S., Arnold E.-N. & Amat F. 2004 - DNA phylogeny of Lacerta (Iberolacerta) and other lacertine lizards (Reptilia: Lacertidae): did competition cause long-term mountain restriction ? Systematics and Biodiversity 2 (1): 57-77.
- Crochet P.-A., Chaline O., Surget-Groba Y., Debain C. & Cheylan M. 2004 - Speciation in mountains: phylogeography and phylogeny of the rock lizard genus Iberolacerta (Reptilia: Lacertidae). Molecular Phylogenetics and Evolution 30: 860-866.
- Joubert B. 2001 – Le Circaète Jean-le-Blanc. Eveil Nature / Ligue pour la Protection des Oiseaux. Angoulême. 72 p.
- Mayer W. & Arribas O. 1996 - Allozyme differentiation and relationship between the Iberian-Pyrenean mountain lizards (Squamata: Sauria: Lacertidae). Herpetozoa 9 (1-2): 57-61.
- Milhau B., Delmas N., Vergne J. & Pottier G. 2012 – Nouveau record d’altitude pour le Lézard catalan Podarcis liolepis (Boulenger, 1905) (Squamata, Sauria, Lacertidae) dans les Pyrénées. Bull. Soc. Herp. France 144: 15-22.
- Odierna G., Aprea G., Arribas O., Capriglione T. & Caputo V. 1994 – La cariologia di due taxa rapprasentati nell’ erpetaufauna Montana: Discoglossus Otth, 1837 e le Archaeolacerta Mehely, 1909 Iberiche. Abstracts 11 Convegno italiano di erpetologia Montana. Trento 6-9 Aprile 1994: 37.
- Odierna G., Aprea G., Arribas O., Capriglione T. & Olmo E. 1995 – The caryosystematics of the Iberian rock lizards. Abstracts 2d International Congress of Lacertids of the Mediterranean region: 36.
- Odierna G., Aprea G., Arribas O., Capriglione T., Caputo V., & Olmo E. 1996 - The karyology of the Iberian rock lizards. Herpetologica 52 (4): 542-550.
- Pottier 2016 - Les reptiles des Pyrénées. Publications scientifiques du Muséum National d’Histoire Naturelle. Coll. Patrimoines Naturels. Paris. 350 p.
- Pottier G. 2016 - Les reptiles des Pyrénées. Publications scientifiques du Muséum National d’Histoire Naturelle. Coll. Patrimoines Naturels. Paris. 350 p.
- Pottier G., Delmas C., Duquesne A., Garric J., Paumier J.-M., Sfreddo G., Tessier M. & Vergne J. 2010 - Répartition des lézards du genre Iberolacerta Arribas, 1999 en France. 1 / 3: le Lézard du Val d’Aran, Iberolacerta aranica (Arribas, 1993). Bull. Soc. Herp. France 133: 35-56.
- Pottier G. 2012 – Plan National d'Actions en faveur des Lézards des Pyrénées Iberolacerta aranica, I. bonnali et I. aurelioi. 2013-2017. MEDDE – DREAL de Midi-Pyrénées – Nature Midi-Pyrénées. 122 p.
- Rivera X., Escoriza D., Maluquer-Margalef J., Arribas O. & Carranza F. 2011 – Amfibis i rèptils de Catalunya, País Valencià i Balears. Lynx edicions – Societat Catalana d’Herpetologia. 276 p.
- UICN France, MNHN et SHF 2015 – La Liste Rouge des espèces menacées en France. Chapitre reptiles et amphibiens de France métropolitaine. Paris.
- Vives-Balmaña M.V. 1990 – Contribució al coneixement de la Fauna herpetològica de Catalunya. Institut d’Estudis Catalans. Arxiu de la Secció de Ciènces XCI. Barcelona. 295 p.